# Khởi nghĩa Thu Thu

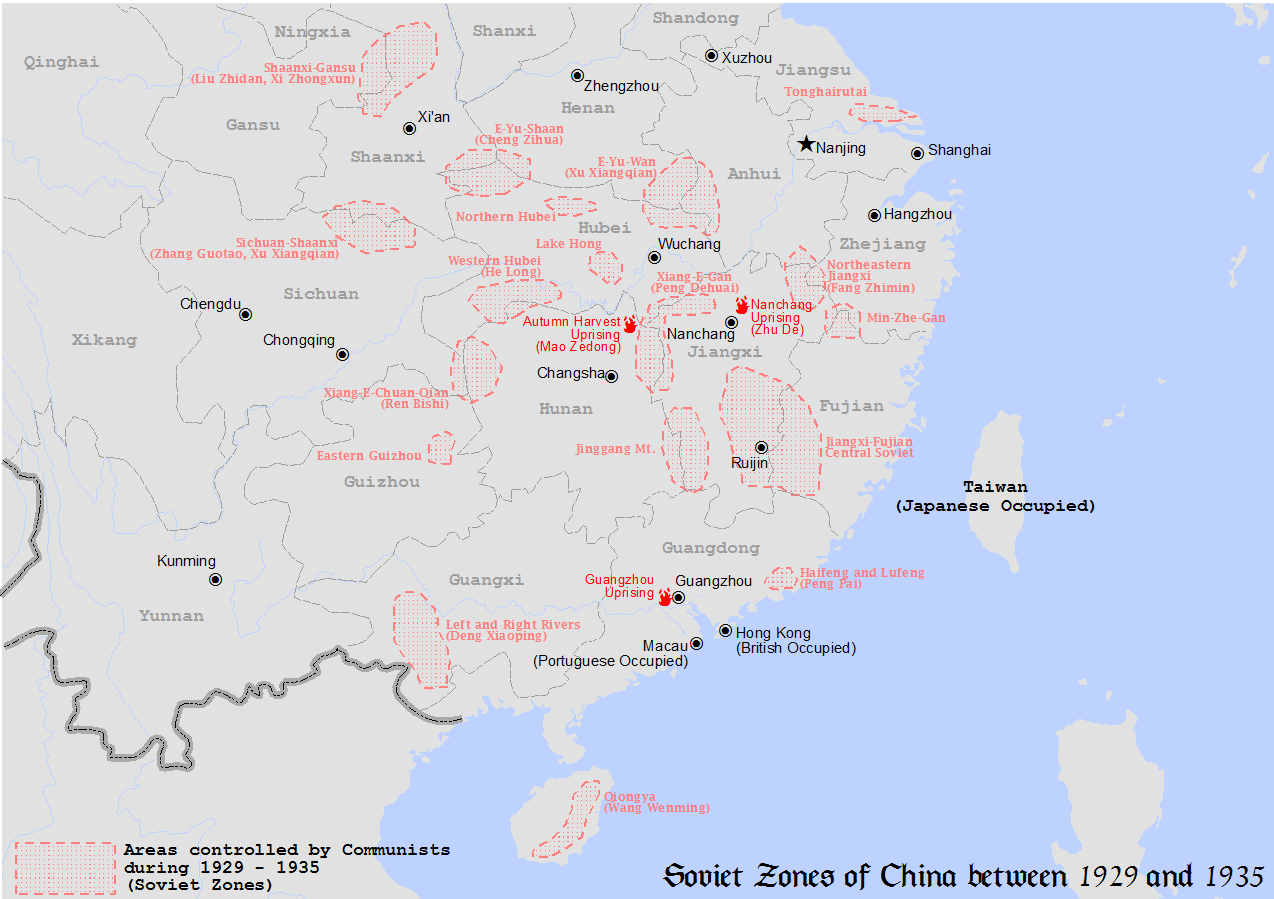
Vị trí khởi nghĩa thu hoạch mùa thu.

Khởi nghĩa Thu hoạch Mùa thu (giản thể: 秋收起义; phồn thể: 秋收起義; bính âm: Qīushōu Qǐyì) còn được gọi “khởi nghĩa vụ gặt mùa thu”, hay “Khởi nghĩa Thu Thụ” là cuộc nổi loạn diễn ra ở tỉnh Hồ Nam và Giang Tây, Trung Quốc, vào ngày 7/9/1927, lãnh đạo bởi Mao Trạch Đông, thành lập Xô viết Hồ Nam trong thời gian ngắn.
Ban đầu, Mao Trạch Đông vật lộn để tìm kiếm lực lượng cho một cuộc nổi dậy, thì Lý Trinh (Li Zhen) (nữ, tiếng Trung: 李贞; 1908–1990) đã tập hợp nông dân và các thành viên của đội quân cộng sản địa phương của cô để gia nhập. Mao Trạch Đông sau đó lãnh đạo một đội quân nông dân nhỏ chống lại Quốc dân đảng và địa chủ Hồ Nam. Chính quyền Xô viết được thành lập kéo dài trong 2 tháng. Cuộc nổi dậy cuối cùng đã bị lực lượng Quốc Dân đảng đàn áp trong vòng hai tháng sau khi Xô viết được thành lập, Mao Trạch Đông và lực lượng của ông phải rút lên Tỉnh Cương Sơn nằm giữa tỉnh Hồ Nam và Giang Tây, nơi xuất hiện đội quân thợ mỏ giúp đỡ tích cực trong các trận chiến sau này. Đây là một trong những cuộc nổi dậy vũ trang ban đầu của Cộng sản, và nó đánh dấu một sự thay đổi đáng kể trong chiến lược của họ. Mao Trạch Đông và Hồng quân thành lập bởi Chu Đức tiếp tục phát triển một chiến lược dựa vào nông thôn, tập trung vào chiến thuật du kích. Điều này dẫn tới Vạn lý Trường chinh năm 1934.

## Diễn biến
Năm 1927, chính phủ Tưởng Giới Thạch tại Nam Kinh, chính phủ Uông Tinh Vệ tại Vũ Hán đều muốn xóa bỏ Đảng Cộng sản, tạo ra sự kiện 12 tháng 4 (thanh đảng), đàn áp đẫm máu đối với đảng viên cộng sản. Stalin phái Vissarion Lominadze đến Trung Quốc tổ chức cuộc họp tại Hán Khẩu ngày 7/8/1927, còn được gọi Hội nghị Bát Thập (八七會議), xác định Cù Thu Bạch chủ trì công tác lãnh đạo Trung ương Đảng Cộng sản Trung Quốc (Trung ương Trung Cộng 中共中央). Hội nghị xác định chính sách chung là cách mạng ruộng đất và kháng chiến vũ trang chống lại Quốc dân đảng Trung Quốc.
Sau hội nghị, Mao Trạch Đông được Trung ương bổ nhiệm làm đặc phái viên và ủy viên dự khuyết Bộ Chính trị lâm thời. Ngày 18/8/1927, Mao Trạch Đông đưa Dương Khai Tuệ (vợ Mao Trạch Đông) và con tới Trường Sa tham dự Hội nghị Tỉnh ủy Hồ Nam Trung Cộng đổi mới. Bí thư Tỉnh ủy Hồ Nam Bành Công và Mao Trạch Đông đã đến Hồ Nam để tổ chức các cuộc bạo loạn thu hoạch mùa thu. Vào ngày 30 tháng 8, Tỉnh ủy Hồ Nam quyết định thu hẹp khu vực bạo loạn, lấy Trường Sa làm trung tâm, quyết định thành lập Ủy ban chuẩn bị Đảng Cộng sản Trung Quốc với Mao Trạch Đông làm bí thư, và phát động các cuộc bạo loạn mùa thu ở khu vực Hồ Nam và Giang Tây. Cuối tháng 8/1927, Mao Trạch Đông đã gửi Dương Khai Tuệ đến nhà cũ của Dương Khai Tuệ, cách Trường Sa 60 km.
Đầu tháng 9/1927, Mao Trạch Đông đã đến An Nguyên và triển khai các cuộc bạo loạn. Các cuộc nổi dậy mùa thu ở khu vực Hồ Nam và Giang Tây đã bùng nổ, đoàn cảnh vệ chính phủ Quốc dân Vũ Hán đồn trú tại huyện Tu Thủy (đoàn trưởng Lư Đức Minh (22 tuổi) là Đảng viên Đảng Cộng sản Trung Quốc), công nhân An Nguyên, Bình Giang, nghĩa dũng quân nông dân Lưu Dương bắt đầu khởi sự. Do thiếu kinh nghiệm của quân đội nội dậy và sự hình thành tạm thời của quân đội nông nghiệp, cuộc nội dậy đã không thành công. Theo quyết định của Đảng Cộng sản Trung Quốc, ở khu vực giáp tỉnh Hồ Nam và Giang Tây, các đội tham gia vào các cuộc bạo loạn thu hoạch mùa thu đã được tổ chức lại thành sư đoàn thứ nhất quân thứ nhất quân Cách mạng Công Nông Trung Quốc, gồm có ba trung đoàn, Dư Sái Độ làm sư đoàn trưởng, Mao Trạch Đông làm đại biểu sư ủy, Lư Đức Minh đảm nhiệm tổng chỉ huy cuộc nội dậy. Tổng có 5,000 người.
Ngày 11/9, Lư Đức Minh yêu cầu trung đoàn 4 do Khâu Quốc Hiên làm đoàn trưởng và trung đoàn 1 do Chung Văn Chương làm chỉ huy tấn công Bình Giang. Trong cuộc tấn công Khâu Quốc Hiên hợp tác với Quốc quân phục kích tấn công quân Chung Văn Chương gây tổn thất nặng nề buộc phải rút về Bình Lưu. Riêng quân của Lư Đức Minh do vẫn đầy đủ lực lượng nên tiến quân được đến thị trấn Văn Gia. Đoàn thứ 2 thất bại trong cuộc tấn công Bình Hương, nên đã chuyển sang tấn công Lễ Lăng, sau đó cuộc tấn công bị phá vỡ, đoàn trưởng Vương Tân Á mất tích.
Ngày 19/9, các đội quân còn lại tiến vào thị trấn Văn Gia, Mao Trạch Đông thuyết phục mọi người từ bỏ kế hoạch tấn công Trường Sa, ủng hộ "rút lui về Bình Hương, Giang Tây". Điểm đến của lực lượng này đã được lên kế hoạch: Tỉnh Cương Sơn, cách 170 km về phía nam, các chỉ huy không đồng ý vào núi, nhưng cuối cùng đã chấp thuận lời Mao Trạch Đông vì Mao Trạch Đông là đại diện duy nhất của đảng. Tỉnh Cương Sơn nằm ở giáp tỉnh Hồ Nam và Giang Tây, khu vực này nằm ngoài sự kiểm soát của hai tỉnh. Tại đây có hai người đứng đầu: Viên Văn Tài và Vương Tá, lực lượng tại đây có 500 người, kiểm soát huyện Ninh Cương với khoảng 130,000 người, dựa vào việc thu thuế và cho thuê. Mao Trạch Đông có kế hoạch lấy lãnh thổ của họ làm căn cứ. Khởi hành từ thị trấn Văn Gia vào ngày 20. Vào ngày 24, Quân đội Cách mạng Công Nông đột ngột bị tấn công. Chỉ huy trưởng Lư Đức Minh đã bị giết trong một trận chiến ác liệt. Quyết định đến Tỉnh Cương Sơn thông qua Bình Hương, tỉnh Giang Tây. Vào ngày 29/9, đội quân tiến đến làng Tam Loan, huyện Vĩnh Tân, tỉnh Giang Tây và tổ chức một cuộc họp mở rộng của ủy ban Chuẩn bị Đảng Cộng sản Trung Quốc tại cửa hàng tạp hóa phố Thiệu Phong, lực lượng ban đầu là 5000 người, bây giờ chỉ còn ít hơn một nghìn người. Tại làng Tam Loan xác định sửa đổi một loạt chính sách quân sự mới được đưa ra "Đảng chỉ huy súng", "chi bộ Đảng được lập ngay cả phía trên", "quan quân bình đẳng". Quân đội đã bị thu hẹp từ một sư đoàn thành một trung đoàn. Mao Trạch Đông quyết lập thành lập các tổ chức đảng trong quân đội
Sau khi tái tổ chức Tam Loan, với sự gia tăng của quân đội đến Tỉnh Cương Sơn, cơ chế thành lập đại diện đảng trong quân đội, bí thư đảng, công tác tư tưởng chính trị của đảng dần dần bắt đầu vào quân đội của Đảng Cộng sản Trung Quốc. Hệ thống đại diện đã dần dần hình thành một hệ thống chịu trách nhiệm kép ở tất cả các cấp trong quân đội nhân dân, và được tổ chức chính trị để đảm bảo sự lãnh đạo tuyệt đối của quân đội với đảng.
Vào ngày 3 tháng 10, Quân đội Cách mạng của Công Nông đã từ Tam Loan đến thị trấn Cổ Thành, huyện Ninh Cương, tỉnh Giang Tây. Cùng ngày, cuộc họp mở rộng của Ủy ban Chuẩn bị đã được tổ chức tại Văn Xương Cung, Cổ Thành, còn gọi là "Hội nghị Cổ Thành". Các đại biểu tham dự gồm công nhân và nông dân tại Tiểu đoàn Quân đội Cách mạng, các nhà hoạt động của đảng, và lãnh đạo Tổ chức Đảng của huyện Ninh Cương, người phụ trách Long Siêu Thanh và Long Quốc Ân, tổng hơn 60 người tham dự. Tại cuộc họp, hội nghị đã quyết định thành lập một căn cứ cách mạng ở Tỉnh Cương Sơn. Sau cuộc họp, Mao Trạch Đông đã dẫn quân đến khu vực Mao Bình và Đại Lũng của Tỉnh Cương Sơn.
Vào ngày 7 tháng 10, quân đội, Viên Văn Tài và Vương Tá đã gặp nhau. Quân đội Cách mạng Công nhân và Nông dân đã thiết lập nơi chữa bệnh cho người bị thương tại Tỉnh Cương Sơn. Tuy nhiên, quân đội đã không lập tức đến Tỉnh Cương Sơn được, các binh sĩ đã chia hai con đường: một tuyến đường Trần Hạo, một tuyến đường Mao Trạch Đông dẫn đầu, khi đội quân đang rút về Tỉnh Cương Sơn, khởi nghĩa Nam Xương, Hồ Nam nổ ra. Sau đó, của cuộc nổi dậy Nam Xương đã thất bại ở Đông Giang, Quảng Đông, và Hồ Nam không thể cầm cự. Sau một thời gian, lực lượng cách mạng đã đến được Tỉnh Cương Sơn, trở thành căn cứ địa cách mạng đầu tiên của Đảng Cộng sản Trung Quốc.

## Nhân vật
Những người sáng lập Cộng hòa Nhân dân Trung Hoa tham gia vào cuộc nổi dậy thu hoạch mùa thu có:
- 1 nguyên soái: La Vinh Hoàn, tại Tam Loan làm đại biểu liên đảng đặc biệt
- Đại tướng: Đàm Chính
- Tống Nhậm Cùng
- Hoàng Vĩnh Thắng
- Trương Tông Tốn
- Hà Trường Công
- Mao Trạch Đông
- Dương Lập Tam
- Hoàng Đạt

## Đánh giá
Khởi nghĩa Thu Thu được xem là cuộc nổi dậy vũ trang đầu tiên do Đảng Cộng sản Trung Quốc lãnh đạo.
Ngày 9-10/11/1927, Hội nghị mở rộng Bộ Chính trị lâm thời Trung ương Trung Cộng tổ chức tại Thượng Hải (còn gọi "Hội nghị mở rộng tháng 11"), thông qua "nghị quyết kỷ luật chính trị", trong đó khởi nghĩa Thu Thu hoàn toàn không theo mệnh lệnh Trung ương Đảng, dẫn đến thất bại quân sự. Mao Trạch Đông bị miễn nhiệm ủy viên dự khuyết Bộ Chính trị lâm thời.
Tháng 6-7/1928, tại Đại hội Đảng lần thứ 6 tổ chức ở Moskva, thông qua "nghị quyết chính trị" đã đưa ra đánh giá khởi nghĩa Thu Thu như sau:"cuộc khởi nghĩa Thu Thu đã mở rộng phạm vi ảnh hưởng của đảng trong quần chúng nông dân ở nhiều nơi. Đưa khu vực cách mạng vào ý thức quần chúng nông dân. Cuộc đấu tranh nông dân tiếp tục phát triển, và tạo ra nhiều khu vực Xô viết, phần lớn ảnh hưởng bởi các cuộc khởi nghĩa Thu Thu".